# U-18-Faustball-Weltmeisterschaft der Frauen 2006
Die 1. Faustball-Weltmeisterschaft der weiblichen Jugend u18 fand vom 4. bis 7. Januar 2006 in Llanquihue (Chile) zeitgleich mit der WM der männlichen Jugend u18 statt. Chile war erstmals Ausrichter einer Jugend-Faustball-Weltmeisterschaft.

## Vorrunde
| 04.01.2006 | Chile       | – | Schweiz     | 0:2 | (5:15, 8:15)          |
| 04.01.2006 | Brasilien   | – | Italien     | 2:0 | (15:6, 15:9)          |
| 04.01.2006 | Deutschland | – | Österreich  | 2:0 | (12:15, 20:19, 9:15)  |
| 05.01.2006 | Italien     | – | Chile       | 2:1 | (8:15, 16:14, 15:11)  |
| 05.01.2006 | Österreich  | – | Brasilien   | 2:1 | (15:11, 10:15, 19:17) |
| 05.01.2006 | Schweiz     | – | Argentinien | 2:0 | (15:8, 15:4)          |
| 05.01.2006 | Deutschland | – | Brasilien   | 2:0 | (15:8, 15:13)         |
| 05.01.2006 | Österreich  | – | Italien     | 2:0 | (15:6, 15:3)          |
| 05.01.2006 | Chile       | – | Argentinien | 2:1 | (11:15, 15:13, 19:17) |
| 05.01.2006 | Brasilien   | – | Chile       | 2:0 | (15:4, 15:6)          |
| 05.01.2006 | Italien     | – | Schweiz     | 0:2 | (10:15, 9:15)         |
| 05.01.2006 | Deutschland | – | Argentinien | 2:0 | (15:12, 15:10)        |
| 05.01.2006 | Österreich  | – | Schweiz     | 1:2 | (15:10, 12:15, 10:15) |
| 06.01.2006 | Österreich  | – | Chile       | 2:0 | (15:3, 15:5)          |
| 06.01.2006 | Deutschland | – | Italien     | 2:0 | (15:2, 15:3)          |
| 06.01.2006 | Brasilien   | – | Argentinien | 2:0 | (15:7, 15:7)          |
| 06.01.2006 | Deutschland | – | Chile       | 2:0 | (15:5, 15:7)          |
| 06.01.2006 | Italien     | – | Argentinien | 2:1 | (12:15, 15:12, 16:14) |
| 06.01.2006 | Brasilien   | – | Schweiz     | 1:2 | (12:15, 15:13, 11:15) |
| 06.01.2006 | Deutschland | – | Schweiz     | 0:2 | (11:15, 10:16)        |
| 06.01.2006 | Österreich  | – | Argentinien | 2:0 | (15:9, 15:11)         |

## Halbfinale
Die Schweiz war als Sieger der Vorrunde direkt für das Finale qualifiziert. Der Zweit- und Drittplatzierte spielten in einem Halbfinale den zweiten Finalisten aus.
| 07.01.2006 | Deutschland | – | Österreich | 2:0 | (20:15, 20:18) |

## Finalspiele
| Spiel um Platz 3                                                                                     | Spiel um Platz 3 | Spiel um Platz 3 | Spiel um Platz 3 | Spiel um Platz 3 | Spiel um Platz 3 | Spiel um Platz 3 |
| --- | ---------------- | ---------------- | ---------------- | ---------------- | ---------------- | ---------------- |
| 07.01.2006                                                                                           | Österreich       | –                | Brasilien        | -:-              |                  |                  |
| Das Spiel um Platz 3 wurde witterungsbedingt nicht ausgetragen. Beide Mannschaften erhielten Bronze. |                  |                  |                  |                  |                  |                  |
| Finale                                                                                               |                  |                  |                  |                  |                  |                  |
| 07.01.2006                                                                                           | Deutschland      | –                | Schweiz          | 2:0              | (20:14, 20:16)   |                  |

## Platzierungen
| Rang | Land        |
| ---- | ----------- |
| 1.   | Deutschland |
| 2.   | Schweiz     |
| 3.   | Österreich  |
|      | Brasilien   |
| 5.   | Italien     |
| 6.   | Chile       |
| 7.   | Argentinien |

## Quelle
1. ↑  Spielplan und Ergebnisse aus "Faustball-Informationen" - Manfred Lux, Lüneburg